# キルミーベイビー
漫画作品なら、もしかして
- キルミーベイベー

ではありませんか？